# Sveta Trojica v Slovenskih goricah
Sveta Trojica v Slovenskih goricah je naselje na Štajerskem in središče Občine Sveta Trojica v Slovenskih goricah. Od leta 1952 do 1992 se je naselje imenovalo Gradišče v Slovenskih goricah.

## Lega
Sveta Trojica v Slovenskih goricah leži v osrednjem delu Slovenskih goric, na 287 m nadmorske višine vzhodno od občine Lenart s strnjenim jedrom vrh razglednega slemena kraj ceste Lenart–Spodnji Ivajnci–Gornja Radgona–Ptuj in šteje okoli 465 prebivalcev. Na severni strani prehaja v naselje Zgornji Porčič, na jugu v Zgornjo Senarsko. Vzhodna stran griča se znižuje v dolino Ročice in Drvanje, zahodna pa v dolino Velke. V višjih legah so njive, sadovnjaki in brajde, tudi nekaj redkih vinogradov, v nižinah pa se razprostirajo travniki in pašniki. Vzhodno pobočje je poraslo z gozdom, med katerim so razstrezeni domovi. Zahodno od središča Svete Trojice je v dolini Velke obiskano Trojiško jezero.

## Znamenitosti kraja
Največja znamenitost kraja je velika baročna cerkev s tremi novimi zvoniki, pa tudi stopnice, ki vodijo od cerkve do akumulacijskega jezera in ob katerih je križev pot. Sveta Trojica je ogledna točka za romarje. Zanimivost kraja je tudi “Krajnčeva ruda” oziroma Oseški kamnolom; iz njega sicer danes več ne kopljejo kamna, v preteklosti pa je bil to pomemben kamnolom (odprt je bil pred letom 1358, deloval je do leta 1950). Z materialom iz njega so zgradili cerkev pri Svetih treh kraljih in tudi del obnovljenega obzidja cerkve Svete Trojice, ter večino starejših slovenjegoriških hiš. Zanimivost Svete Trojice je tudi Don Pierinova komuna za pomoč odvisnikom od drog. Spomenik v centru Svete Trojice ob nekdanjem zdravstvenem domu je posvečen žrtvam druge svetovne vojne. Avtor spomenika je Jože Plečnik, spomenik pa bi naj dal postaviti neki knez. Med vojno so na spomeniku odstranili goloba in ga zamenjali z Jugoslovansko zvezdo ter nekoliko preuredili, v isti obliki pa še stoji danes. Drugi spomenik stoji ob gostilni Na griču. Spomenik je bil postavljen gospodu Antonu Wundartzu. Izklesan je iz apnenčastega kamna in je naravne velikosti.

## Običaji, šport in ljudje
Znan je predvsem kmečki praznik oziroma sedaj to občinski praznik. Ob prazniku, ki traja 3 dni, se zvrstijo različni dogodki, kot so tekmovanja mladih v klepanju kose, košnja trave, razne kulturne prireditve v kulturnem domu, športne dejavnosti, predvsem pa je znano žegnanje. Prirejajo tudi mnoge športne dejavnosti: krajevni turnir v malem nogometu, različne pohode, turnirje v tenisu, namiznem tenisu, odbojki, kolesarjenje, turnir v igranju računalniških igric ipd. 
Večkrat letno potekajo turnirji v ribolovu, saj je jezero znano po ribjem bogastvu, ob ugodnem vetru pa je možno tudi deskanje, pozimi pa predvsem za drsanje, saj globina jezera ne presega 5,5 m.

## Cerkev pri Sveti Trojici
Ljudje so želeli na tem hribu že leta 1631 postaviti cerkev. O tem, čemu so želeli ljudje prav na tem mestu postaviti cerkev, govori tudi legenda, ki se prenaša iz roda v rod. Ta pravi, da so krajani izbrali za prostor izgradnje gmajno v grapi, kjer je danes akumulacijsko jezero. Ker so se na hribu nad gmajno vsak večer prikazovale tri lučke, so se odločili drugače, saj tudi voli, ki so vozili kamenje iz Oseka, niso hoteli v dolino h gmajni, temveč so hoteli na hrib. Res so leta 1631 postavili leseno kapelico, posvečeno Svetemu duhu, ki je bila zelo obilno obiskana, zato so se odločili, da bodo postavili cerkev, ki pa bi naj bila posvečena Sveti Trojici. Vzrok najdemo v legendi o treh lučkah, ki bi se naj prikazovale. Temeljni kamen so položili z veliko slovesnostjo 15. junija 1636. Na ta dogodek spominja tudi spominska plošča nad mestom, kjer so bila nekoč glavna vrata. Leta 1643 je bila cerkev popolnoma prezidana in tudi posvečena. Takratna cerkev je bila majhna, zavzemala je le eno tretjino sedanje. Zvonik je imela namesto današnjega velikega oltarja. Segala je do prižnice, vrata so bila pod zvonikom. Orientirana je bila proti zahodu, kar je ravno obratno kot sedaj, ko je proti vzhodu. Ko je bila cerkev sezidana, je bilo potrebno poskrbeti tudi za njeno opremo. Podobo Svete Trojice je dal slikati Wolfgang Stubenberški na svojem gradu Cmurek svojemu slikarju luterantske vere. Legenda pravi, da je slikar v končanem delu videl stvaritev božje roke in ne svoje. Kmalu po tem se je spreobrnil v katolištvo. Govorilo se je tudi, da so se začeli po tem, k so prenesli sliko v cerkev, dogajati čudeži.

## Osebnosti kraja
Jeseni leta 1910 se je v kraj za pol leta preselil pisatelj Ivan Cankar. V kraju je napisal Lepo Vido in predaval o slovenski literaturi. V Sveti Trojici je nekaj let služboval zdravnik in pisatelj Alojz Kraigher, tu so se rodili tudi njegovi otroci; leta 1908 pravnik in narodni heroj Dušan Kraigher, leta 1909 publicist in urednik Uroš Kraigher ter leta 1914 politik Boris Kraigher, leta 1912 se je rodil njihov bratanec (po materi) Ivo Brnčić, literarni kritik, pisatelj in esejist.